# Kistelek
Kistelek – miasto w południowej części Węgier, w komitacie Csongrád. Miejscowość liczy 7100 mieszkańców (styczeń 2011).

## Miasta partnerskie
- Årslev
- Poręba
- Gerace